# Svatojánský most v Litovli
Svatojánský most je kamenný most přes řeku Moravu v Litovli v okrese Olomouc v Olomouckém kraji. Dostavěn byl kolem roku 1592, a je tak jedním z nejstarších dochovaných mostů v České republice a nejstarším na území Moravy. Most stojí na pěti pilířích spojených šesti oblouky a je dlouhý 57 metrů. Uprostřed mostu je umístěna socha sv. Jana Nepomuckého od Jana Sturmera.

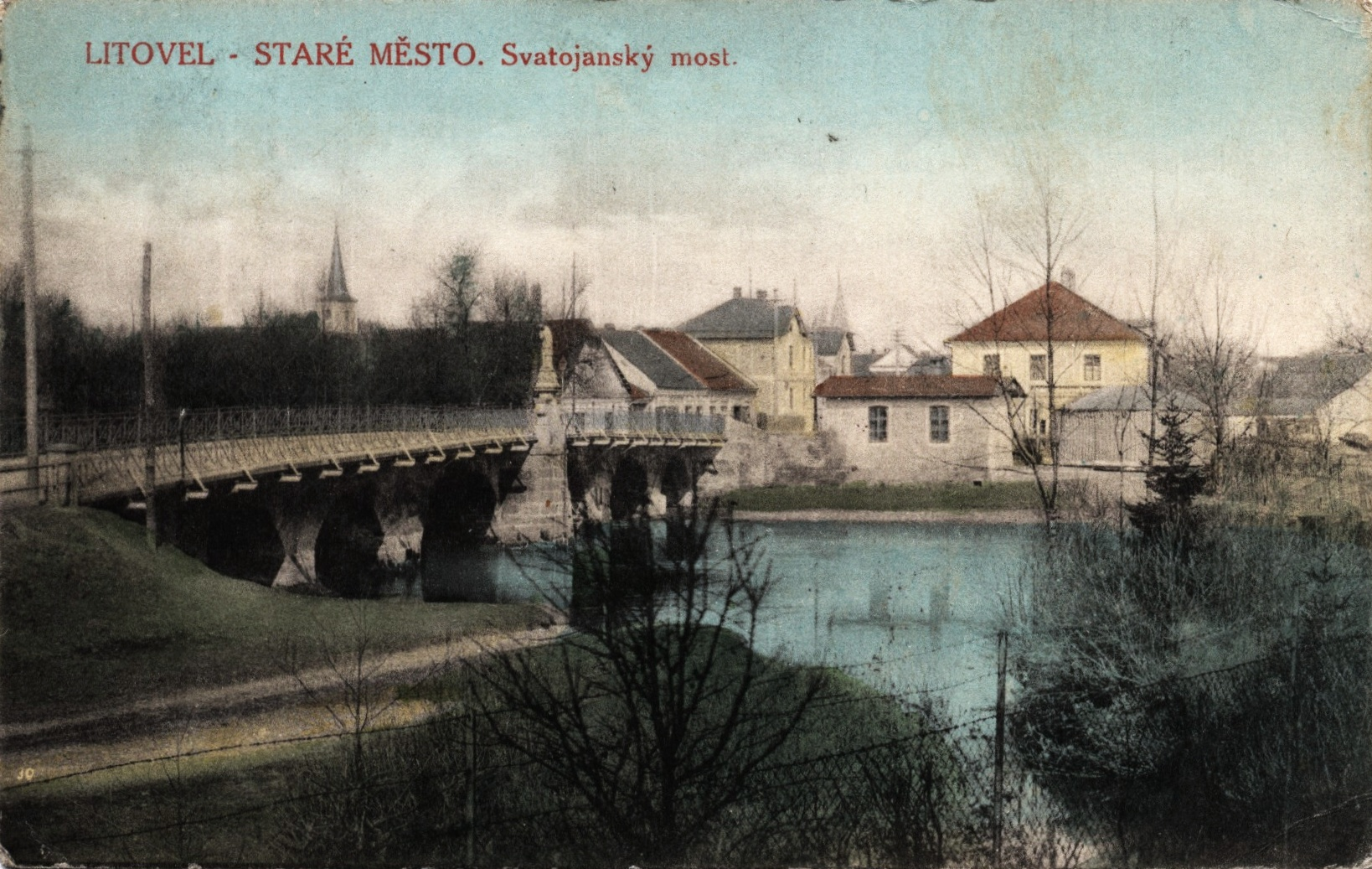
Most na historické pohlednici z roku 1911

Most je chráněn jako kulturní památka České republiky.
Po povodních v roce 1997 byla provedena rozsáhlá rekonstrukce mostu. Vozovka byla zúžena na jeden jízdní pruh, zbylé místo se použilo na chodník pro pěší. Původní chodníky připevněné po stranách mostu byly odstraněny. Kované zábradlí bylo nahrazeno železobetonovým, pokrytým kamennými deskami.